# 參考服務
參考服務是指圖書館工作人員在圖書館的進館處或是樓梯轉角、館舍中央的櫃檯回答讀者的問題。一般讀者的問題被劃分為數種，如指示型、事實型、主題型與研究型，面對不同的題型，圖書館工作人員會給予不同的服務與回答。
一般而言，在圖書館管理及圖書館學上將圖書館服務分做兩大類：技術服務與讀者服務。讀者服務狹義來說是直接與讀者接觸的服務項目，參考服務即是讀者服務的一種，技術服務則反之。

## 服務項目
參考服務的內容很多也很雜，以下分點列出較為明確：
- 建立與維護參考館藏（無論館藏類型）
- 參考諮詢服務（包含實體與虛擬參考櫃檯服務）
- 館際互借服務（圖書、期刊資料的借閱與複印）
- 資訊轉介服務
- 資訊檢索服務
- 圖書館利用教育（圖書館導覽、讀者書目指導）
- 專題選粹服務（或電子專題選粹服務）
- 新知通報服務

因此，諸如閱覽、流通等與讀者直接接觸之服務並不在參考服務項目內，當然也就無法將讀者服務與參考服務視如一轍。另外在一些較大型或是工作量較為龐大的圖書館中，通常會將館際互借服務抽出並獨立成部，如台灣大學圖書館便是一例，但無論是否獨立，館際互借仍是參考服務的一環。
目前各圖書館均有提供參考服務，而因應資訊科技發達與數位圖書館的建置，參考服務的方式也不再侷限與讀者「面對面」接觸，透過電子郵件、即時通訊等方式也成為服務管道之一。而鑑於網路資源日益倍增，也基於圖書館本身所賦予的使命，整理網路資源亦成為圖書館參考服務的工作之一。

## 期刊
由於參考服務是圖書館極為重要的工作項目，因此在學術界也出版了不少與之相關的學術期刊，而在圖書館學的期刊中，參考服務的文章也是佔了極大的比例，由此可見圖書館界之的重視，以下列出參考服務專門期刊：
- Internet Reference Services Quarterly
- Public Services Quarterly
- Reference & User Service Quarterly
- Reference User Services Association Update

## 參考諮詢台設計
參考諮詢台的設置位置依照參考室之設計而略有所不同，參考室可分為集中式和一般式：
- 集中式參考室指將參考服務台和參考館藏同設置在主樓層內，有集中館藏和經濟性之優點；此處的參考諮詢台會設置在主要明顯處，以方便讀者查檢資料的來回動線，也助於館員了解讀者的使用情形，以便適時提供幫助。
- 一般式的參考室則指將一般性參考館藏設成一區，其他專科類參考館藏則個別安排在相關樓層，每一處再設置小型專業參考諮詢台，能使專科參考館員和其所服務的讀者以及所需之資料能更接近。

在參考諮詢台的設計方面，首重建立和讀者之間的親切溝通管道，因此參考諮詢台的桌面高度不宜過高，桌面宜寬，以適合和讀者的晤談。服務台應保持整潔清爽，桌面切忌堆置公文櫃、書籍資料等。除了一般一對一的個別讀者晤談方式以外，參考諮詢台也應考量到團體服務和多組一對一等服務，而在設計上有所調整，以符合不同之需求。傳統的參考服務使以答覆親自來服務台的讀者，或是經由電話、傳真提出問題者，因此參考諮詢台的設計多以櫃檯式的辦公空間為主，四周放至參考書籍。然而當資訊電子化引入圖書館後，線上檢索、光碟檢索和網路服務亦成為重要的參考服務內容，因此在參考服務區內加設了許多電子檢索台（終端機或電腦）。參考館員在服務上，也多利用此類設備，因此現今的參考諮詢台在設計上，亦擴大桌面範圍，以方便相關電子設備之設置。部分圖書館的參考諮詢台甚至備有雙螢幕，其中一個是由參考館員所使用，另外一個螢幕則可提供給讀者觀看，以做為示範之用。

## 可參考外部連結
目前多數的圖書館網站中都會涉有參考服務頁面，甚至也有建置一線上服務專區，可透過網站的呈現讓圖書館的服務更沒有時間與地域的限制。以下提供一些圖書館參考服務網站：
- 國家圖書館參考服務園地（页面存档备份，存于）
- 國立臺中圖書館虛擬參考服務網
- 上海圖書館聯合數字參考服務（页面存档备份，存于）
- 全國圖書館合作參考服務系統
- Ask a Librarian
- Virtual Reference Library（页面存档备份，存于）
- Collaborative Digital Reference Service （页面存档备份，存于）